# Арка Кампана
Арка Кампана — древнеримский погребальный памятник, расположенный в коммуне Экс-ле-Бен, Савойя, Рона-Альпы, Франция. Возведена в I веке нашей эры, 7 августа 1890 года арка была признана в качестве исторического памятника Франции.

## История
Первые римские поселенцы в Экс-ле-Бен (лат. Aquae), по-видимому, прибыли в I веке из-за наличия горячих источников.

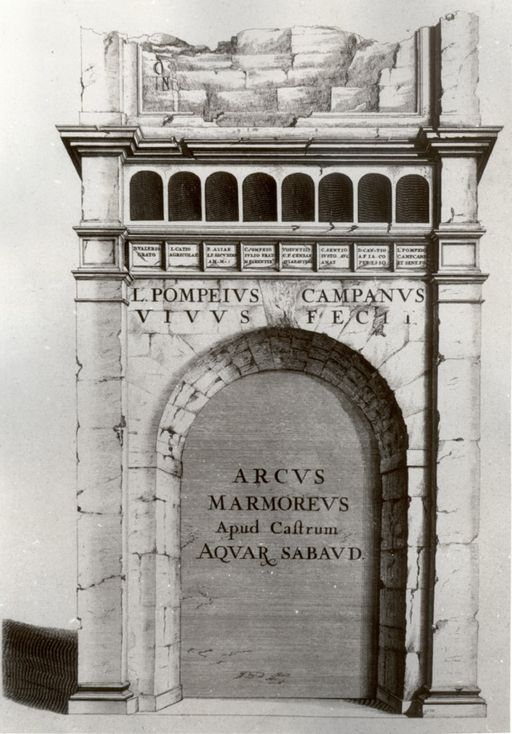
Арка Кампануса на гравюре Боргонио 1674 года

Арка была воздвигнута в конце I века Луцием Помпеем Кампаном, патрицием Нарбонской Галлии, богатым знатным аллоброгом из города Вьенны (которому подчинялись Аквы).
Хотя на арке имеются надписи в честь семьи Кампанус (монументальное прославление элиты и их семей было новшеством этой эпохи), функция памятника остается неопределённой.
Считается, что это погребальная арка, однако она находится далеко от римского кладбища, а римские религиозные обычаи не допускают захоронения в городе. С другой стороны, арка расположена таким образом, чтобы открывался вид в сторону терм, и под ней проходил проход, поэтому более вероятно предположение, что арка служила городскими воротами. Дополнительным подтверждением этого является тот факт, что термы, храм и арка являются были построены в одно время.
Забытая, арка стала входом в здание суда в XVI веке, позже была интегрирована в стену конюшни, постепенно опускаясь ниже уровня земли, и наконец была переоткрыта в 1821 году. Она уцелела после разрушения в 1867 году отеля, стоявшего посреди современной площади Мориса Моллара.

### Конструкция
Арка имеет высоту 9,15 метра и ширину 7,1 метра, но глубину всего 75 сантиметров. Её известняковые блоки были уложены без раствора. Единственный свод представляет собой полукруглую арку размером 6 на 3,5 метра, под которой проходила мощёная дорожка.
Над двумя пилонами находится антаблемент с архитравом и фризом из восьми ниш, в которых, вероятно, находились бюсты. На западном фасаде выгравированы имена предков Луция Помпея Кампана.